# Посткомунизъм
Посткомунизмът е период на политически и икономически преход в държавите от Източния блок, републиките в състава на СССР, както и на държави в Латинска Америка, Африка и Азия. Това е и период на преход от планова икономика към пазарна. Обикновено се свързва със събитията от 1989 до 1992 година – период, по време на който голяма част от комунстическите режими спират да съществуват.

## В политиката
Политиката на по-голямата част от комунистическите партии както в Източния, така и в Западния блок са били ръководени по примера на Съветския съюз. В повечето страни от Източния блок след революциите от 1989 г. и падането на комунистическите правителства, белязали края на Студената война, комунистическите партии се разделят на две фракции: партии, които напълно загърбват комунизма, както и по-малко реформаторски ориентирана комунистическа партия. Примери от втория вид включват Беларус, Казахстан, Молдова, Русия, Туркменистан и Таджикистан, където комунистическите партии остават значителна сила.

## В икономиката
Някои от бившите комунистически държави, като Унгария, Полша, България и Югославия, претърпяват икономически реформи от планова икономика към пазарна икономика през 90-те години на XX век. Посткомунистическият икономически преход е много по-рязък и насочен към създаване на напълно капиталистически икономики.
Всички засегнати страни изоставят традиционните инструменти на комунистически икономически контрол и се насочват повече или по-малко успешно към свободни пазарни системи.
Въпреки това има държави, където преходът към пазарна икономика е много по-труден, например Армения, преди това част от СССР. Освен съветския модел на управление има и други фактори – Арменското земетресение, както и териториалните спорове с Азербайджан. През 1993 страната претърпява и хиперинфлация.